# Blaenllyfni Castle
Blaenllynfi Castle (walisisk: Castell Blaenllynfi) er ruinen af en middelalderborg, der ligger nær landsbyen Bwlch i det sydlige Powys i Wales. Den blev sandsynligvis opført i begyndelsen af 1200-tallet omkring 1208-1215. Den blev erobret adskillige gange i løbet af 1200-tallet, men den blev aldrig ordentligt repareret efter disse erobringer, og gik i forfald.
Den er i dag i privateje og er klassificeret som Scheduled Ancient Monument.